# فارمر (داکوتای جنوبی)
فارمر(به انگلیسی: Farmer) شهری در ایالت داکوتای جنوبی کشور ایالات متحده آمریکا است که جمعیت آن در سرشماری سال ۲۰۱۰ میلادی، ۱۰ نفر بوده‌است.